# 載𢱿

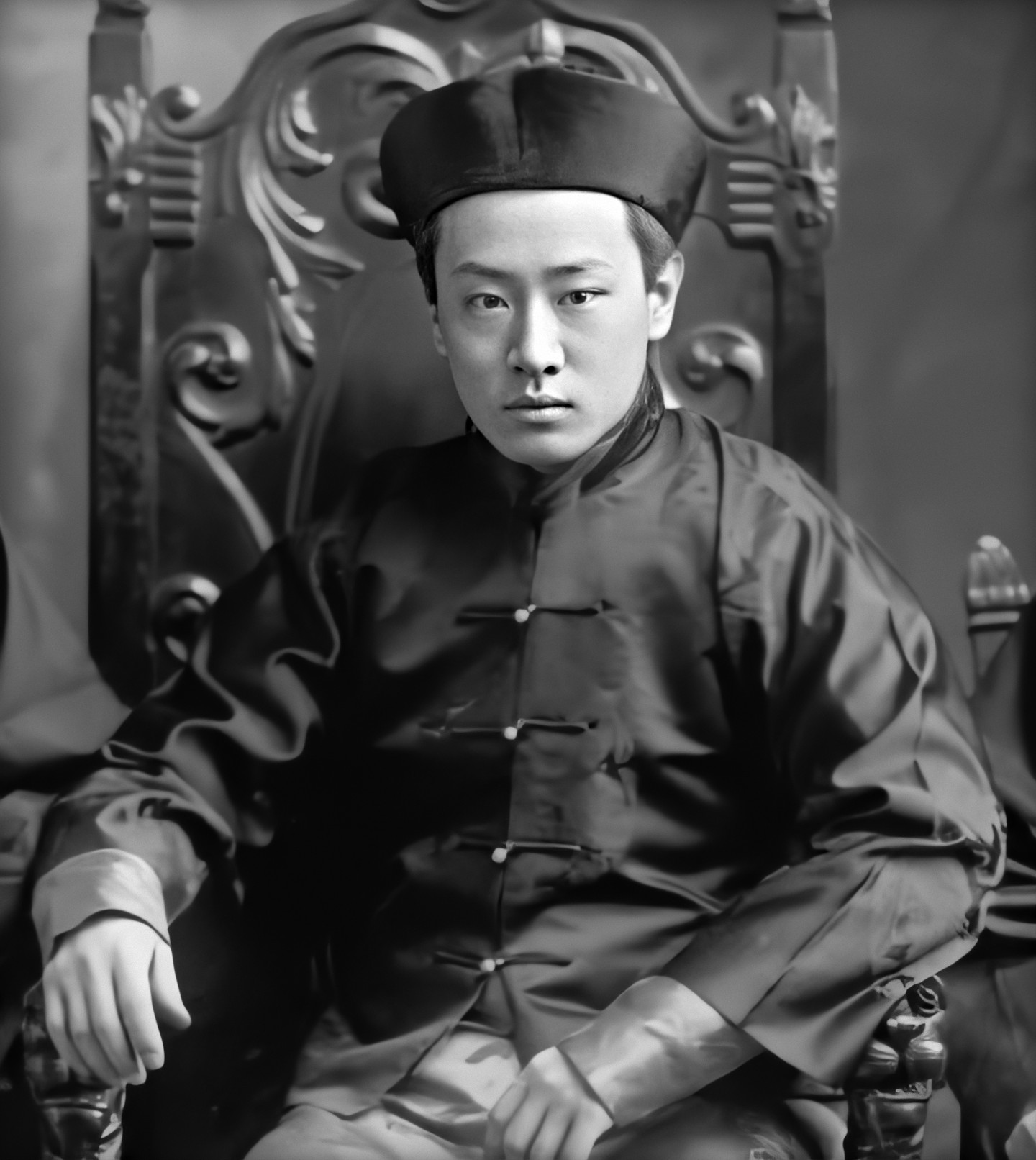

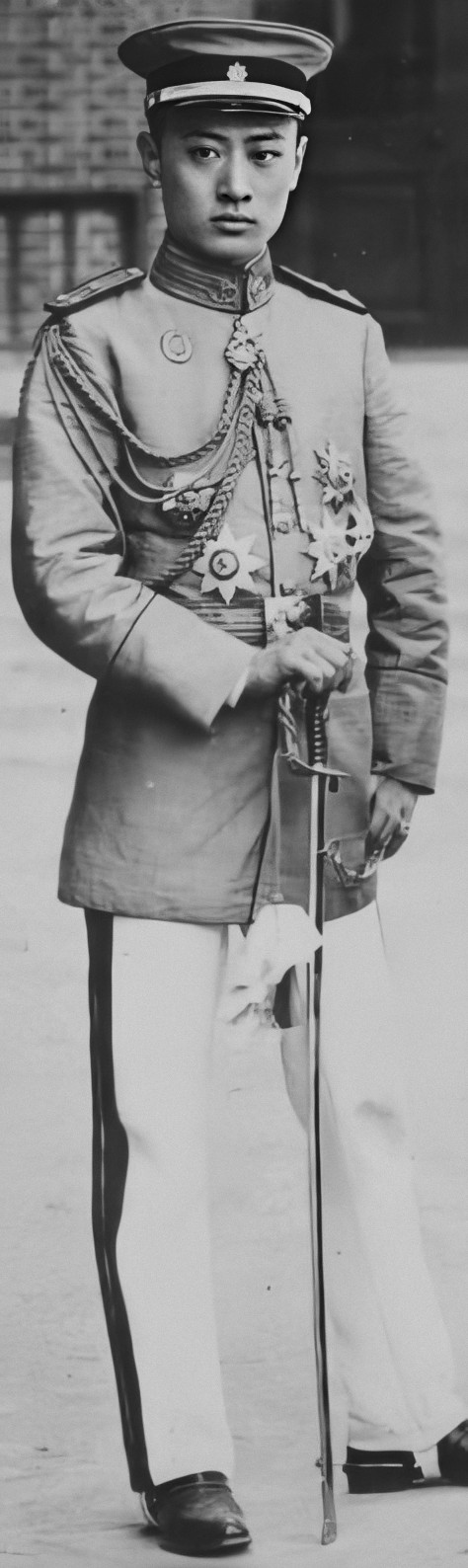
载𢱿军装照

載𢱿（1887年—1935年），中国清朝宗室，庆亲王奕劻的第二子，母四侧福晋刘佳氏，有二子溥鈞、溥銘。
1906年，封二等镇国将军，1908年加不入八分辅国公衔。一生善挥霍。一夜之间，赌输掉一两所房子，其中一所为现恩园。常在天津英商跑马场等赌场赌博。把从庆王府分得的财产花光，债台高筑，民国二十四年，在落魄中去世。